# جيمي بولوك (لاعب كرة قدم بريطاني)
جيمي بولوك (بالإنجليزية: Jamie Pollock)‏ هو مدرب كرة قدم ولاعب كرة قدم بريطاني في مركز الوسط، ولد في 16 مارس 1974 في ستوكتون أون تيز ‏ في المملكة المتحدة. لعب مع أوساسونا وبرمنغهام سيتي وبولتون واندررز وكريستال بالاس ومانشستر سيتي ونادي ميدلزبره.

## وصلات خارجية
- جيمي بولوك (لاعب كرة قدم بريطاني) على موقع قاعدة بيانات كرة القدم.إي يو (الإنجليزية)
- جيمي بولوك (لاعب كرة قدم بريطاني) على موقع Soccerbase.com (لاعب) (الإنجليزية)
- جيمي بولوك (لاعب كرة قدم بريطاني) على موقع عالم كرة القدم.نت (الإنجليزية)